# Wałęsak zwyczajny
Wałęsak zwyczajny (Pardosa amentata) – gatunek małego pająka z rodziny pogońcowatych (Lycosidae).

## Występowanie i środowisko
Spotykany na wysokościach do 900 m n.p.m. Występuje na terenie Europy i Rosji, ale najliczniej rozpowszechniony w północno zachodniej i środkowej Europie. W Polsce liczny, spotykany w całym kraju. Żyje na wilgotnych terenach otwartych, ale także na leśnych polanach i brzegach rzek. Spotykany też na torfowiskach, mokradłach, wrzosowiskach, słonych bagnach.

## Wygląd i rozmiary
- długość ciała 5,5–7 mm[3] Samice są większe od samców.

Ciało krępej budowy, odnóża krótkie, głowotułów długi.

## Tryb życia i rozmnażanie
Aktywny od marca do października. Pokarmem wałęsaka zwyczajnego są drobne bezkręgowce. Nie buduje sieci.